# Selvin Castellanos
Selvin Yovany Castellanos Chavarría (Tocoa, Colón, 25 de mayo de 1988) es un futbolista hondureño. Juega como defensa y su equipo actual es el Club Deportivo Parrillas One de la Liga Nacional de Honduras.

## Clubes
| Club          | País     | Año         |
| ------------- | -------- | ----------- |
| Real Sociedad | Honduras | 2010 - 2013 |
| Parrillas One | Honduras | 2013 - 2014 |
| Platense      | Honduras | 2014 -      |

## Palmarés

### Campeonatos nacionales
| Título                      | Club          | País     | Año  |
| --------------------------- | ------------- | -------- | ---- |
| Liga de Ascenso de Honduras | Real Sociedad | Honduras | 2012 |
| Finalísima del Ascenso      | Real Sociedad | Honduras | 2012 |